# Dicranomyia nigristigma
Dicranomyia nigristigma är en tvåvingeart som beskrevs av Nielsen 1919. Dicranomyia nigristigma ingår i släktet Dicranomyia och familjen småharkrankar. Inga underarter finns listade i Catalogue of Life.